# Rhipidia latilutea
Rhipidia latilutea är en tvåvingeart som först beskrevs av Alexander 1942.  Rhipidia latilutea ingår i släktet Rhipidia och familjen småharkrankar. Inga underarter finns listade i Catalogue of Life.